# Jana Novozámská
Jana Novozámská (narozena 26. ledna 1933 v Břežanech) je česká historička filozofie.

## Životopis
V roce 1955 dokončila univerzitní studia na FF MU, kde studovala filozofii a historii. V letech 1959–64 byla interní aspirantkou na Filosofickém ústavu ČSAV (oddělení dějin filozofie) a obdržela titul CSc. obhajobou kandidátské dizertace s názvem George Santayana v kontextu americké a evropské filosofie. Pak se stala vědeckou pracovnicí tohoto ústavu. Byla provdána za filozofa Ivana Dubského (1966–76) a publikovala též pod jménem Jana Dubská – Novozámská.